# Station Bornedries
Station Bornedries is een voormalige spoorweghalte langs spoorlijn 21 (Landen-Hasselt) in Melveren, een gehucht van de stad Sint-Truiden.
De stopplaats, die slechts korte tijd in dienst is geweest in de jaren 1910-1920, lag op nauwelijks enkele honderden meters afstand van station Melveren op spoorlijn 23. Om verwarring te voorkomen werd de halte op lijn 21 genoemd naar de historische hoeve Bornedries die in de buurt lag.
0,0: Landen ·
2,2: Attenhoven ·
5,4: Velm ·
7,9: Halmaal ·
10,7: Sint-Truiden ·
13,1: Bornedries ·
15,5: Senselberg ·
17,3: Kortenbos ·
20,6: Hendrikstraat ·
22,3: Alken ·
23,9: Sint-Lambrechts-Herk ·
28,6: Hasselt